# Стадион Констант Ванден Сток
Стадион Констант Ванден Сток (фр. Stade Constant Vanden Stock, хол. Constant Vanden Stockstadion) је стадион у Андерлехту, једној од 19 општина Брисела. Стадион је дом фудбалском клубу Андерлехт. Изграђен је 1917. и има капацитет од 26.361 седећих места.
Од 1917. кад је стадион изграђен, па све до 1983, кад је реновиран, овај стадион је носио назив Émile Versé Stadium, у спомен на великодушног заштитника. 1983. стадион је комлетно обновљен и добио је ново име по тадашњем председнику клуба Констант Ванден Стоку. Још увек постоје стојећа места иза два гола, али се за европска такмичења капацитет смањује и користе се само седећа места. Адреса стадиона је Avenue Théo Verbeecklaan 2, B-1070 Anderlecht.